# Dragnet (1987)
Dragnet (bra: Dragnet - Desafiando o Perigo; prt: Dragnet) é um filme estadunidense de 1987, dos gêneros comédia, suspense e policial, dirigido por Tom Mankiewicz, com roteiro baseado na telessérie policial homônima de Jack Webb. A trilha sonora é de Ira Newborn.
O filme foi promovido com a frase "Just the Facts" ("Apenas os fatos"), popularizada pelo programa original.[carece de fontes?]
O filme repete de forma parodiada vários elementos famosos da série Dragnet: Começa com uma narração sobre Los Angeles e pouco antes do fim apresenta a sentença do vilão e a prisão de destino. A marcante música instrumental de fundo é a mesma da série mas o grupo britânico Art of Noise acrescenta roupagem moderna, num estilo hip-hop e o refrão "Just the facts, ma'am" ("Apenas os fatos, madame") incluido como letra.[carece de fontes?]
A trilha sonora traz a canção "City of Crime", também em estilo hip-hop e com a colaboração de Aykroyd e Hanks que acompanham a performance do baixista/vocalista Glenn Hughes e o guitarrista Pat Thrall. É ouvida nos letreiros finais.[carece de fontes?]

## Elenco
| Ator                | Personagem                  |
| ------------------- | --------------------------- |
| Dan Aykroyd         | Sgt. Joe Friday             |
| Tom Hanks           | Det. Pep Streebek           |
| Christopher Plummer | Reverendo Jonathan Whirley  |
| Harry Morgan        | Capitão Bill Gannon         |
| Alexandra Paul      | A "Virgem" Connie Swail     |
| Jack O'Halloran     | Emil Muzz                   |
| Elizabeth Ashley    | Secretária Jane Kirkpatrick |
| Dabney Coleman      | Jerry Caesar                |
| Kathleen Freeman    | Enid Borden                 |
| Bruce Gray          | Mayor Peter Parvin          |
| Lenka Peterson      | Granny Mundy                |
| Dona Speir          | Baitmate                    |

## Sinopse
O sargento-investigador do Departamento de Polícia de Los Angeles (sigla em inglês LAPD) Joe Friday é eficiente,inflexível e cumpridor de todas as normas da profissão as quais frequentemente cita textualmente.É sobrinho de outro Joe Friday, policial famoso que trabalhara no mesmo departamento há vinte anos e quem ele procura imitar, inclusive usando roupas e chapéu parecidos. Seu parceiro Frank se aposentou e comprou uma fazenda então o capitão Gannon (antigo parceiro do tio Friday) apresenta o substituto - o jovem Pep Streebek. Pep é eficiente mas desleixado e segue suas próprias regras  mas respeita as orientações do sargento. A dupla começa a investigar estranhos crimes na cidade - roubos de uma cobra, um morcego e uma juba de um leão do zoológico, todas as revistas pornográficas chamadas "Bait" que acabaram de sair da gráfica e compostos químicos componentes de um gás letal. Os autores dos crimes são um grupo que se autodenomina P.A.G.A.N (sigla em inglês para "Pessoas contra a Bondade e a Normalidade"), o qual sempre deixa um cartão com a sigla nos locais. Friday e Streebek chegam a Emil Muzz, motorista da revista Bait e suspeito de pertencer aos P.A.G.A.N. e, aos poucos, desvendam uma intricada conspiração criminosa e política.